# James Newton
James Weldon Newton (* 1. Mai 1953 in Los Angeles, Kalifornien) ist ein US-amerikanischer Jazzflötist, Dirigent, Komponist und Hochschullehrer, derzeit am Department of Ethnomusicology der University of California, Los Angeles, Los Angeles. Er zählt im Jazz zu den herausragenden Flötisten.

## Leben und Wirken
Fünf Jahre seiner Kindheit verbrachte Newton in Deutschland, wo sein Vater als Berufssoldat stationiert war. Nach ersten Gehversuchen im Rockidiom lernte er in der High School Querflöte. Zusätzlich zum dortigen klassischen Unterricht nahm er auch Jazzunterricht. Dabei hatte er den gleichen Flötenlehrer wie Eric Dolphy, nämlich Buddy Collette. Mitte der 1970er spielte er in der Gruppe des Schlagzeugers Stanley Crouch. Seit 1978 lebte Newton in New York, wo er mit Musikern wie Cecil Taylor und Lester Bowie spielte und ein Trio mit dem Pianisten und Komponisten Anthony Davis sowie Abdul Wadud am Cello gründete. Die drei spielten neben kammermusikalischem Jazz auch Third-Stream-Kompositionen von Newton und Davis. Mit Davis gründete er auch ein Quartett, das auch in Europa erfolgreich war. Daneben nahm er als unbegleiteter Solist mehrere Schallplatten auf und veröffentlichte Konzeptalben, beispielsweise mit Musik von Duke Ellington.
Seit den späten 1980ern arbeitet Newton oft mit Musikern anderer Kulturkreise (z. B. Jon Jang, Gao Hong oder Kadri Gopalnath) zusammen und beschäftigt sich mit indischer und chinesischer Musik. Daneben gehörte er auch zu den ersten Ausgaben der Charles Mingus Dynasty Band und war an Projekten des Klarinettisten John Carter, des Saxofonisten David Murray, des Geigers Leroy Jenkins und des Schlagzeugers Andrew Cyrille beteiligt. Seit etwa 10 Jahren ist Newton vermehrt in der klassischen Musik aktiv und dirigiert Kammermusikensembles und Sinfonieorchester in den USA und Europa. Außerdem schreibt er (vor allem kammermusikalische) Kompositionen im postseriellen Idiom sowie Ballettmusiken.

## Wirkung
23 mal wurde er in Folge vom Down-Beat-Magazin als Topflötist nominiert. Newton erhielt Stipendien der Guggenheim- und der Rockefeller-Stiftung. Schallplatten wie Luella wurden mit dem Montreux Grande Prix Du Disque sowie dem Down Beat International Critics Jazz Album of the Year ausgezeichnet.
2002 verklagte Newton die Beastie Boys: Wesentliche Teile seiner Komposition Choir waren für deren Hit Pass the Mic gesampelt worden. Seine Klage vor dem US-Bundesgericht wurde abgewiesen, weil das Label ECM (das als Verlag für die Aufnahme fungierte) ohne sein Wissen für ein einmaliges Honorar von Tausend Dollar die Rechte abgetreten hatte.

## Auswahl-Diskografie
- Echo Canyon (solo). Celestial Harmonies
- Luella. Gramavision
- Romance and Revolution. Blue Note Records
- The African Flower. Blue Note
- Suite for Frida Kahlo. Audio Quest
- Buddy Collette Quintet feat. James Newton: Flute Talk. Soul Note
- Flute Force 4 (Flötenquartett mit Henry Threadgill, Eustache Pedro, Magdaluyo Melecio). Black Saint
- Southern Brothers (mit Kadri Gopalnath & Puvalur Srinivasan). WaterLily
- San Francisco Contemporary Music Players/James Newton: ... As the Sound of Many Waters. New World Records
- Roberto Mirandas Home Music Ensemble: Live at Bing Theatre, Los Angeles, 1985 (Dark Tree, ed. 2021)